# Borsa di Colombo
La Borsa di Colombo (in singalese: කොළඹ කොටස් වෙළඳපොල traslit. Kolamba kotas velandapola; in tamil: கொழும்பு பங்கு பரிவர்த்தனை; CSE) è la principale borsa valori dello Sri Lanka.
La sede è presso il World Trade Center di Colombo, capitale finanziaria della nazione, dal 1995 e ha filiali in tutto il paese, principalmente a Kandy, Matara, Kurunegala e Negombo.
Include 298 società (gennaio 2018) con una capitalizzazione azionaria complessiva di 2 355,7 miliardi di rupie singalesi (circa 11 miliardi di euro).